# Le fragole hanno bisogno di pioggia
Le fragole hanno bisogno di pioggia (Strawberries Need Rain) è un film del genere commedia statunitense. È una produzione a basso costo del 1970 diretta da Larry Buchanan.

## Trama
La Morte, nelle vesti di un uomo armato di una falce, visita Erika, una bella ragazza povera che aiuta la famiglia nella sua fattoria. Erika però le chiede ancora 24 ore di tempo per trovare un ragazzo e poter copulare. Il primo obiettivo di Erika è così Franz, un suo amico timido e impacciato, ma l'approccio fallisce. Il giorno seguente incontra Bruno, un motociclista che la porta a fare un giro con la moto in aperta campagna, che però tenta di violentarla all'interno di un mulino. Quando Erika scappa e lui la insegue, interviene la Morte che lo uccide con la sua falce. Riesce poi a fare l'amore nel corso del suo terzo incontro, con un suo ex insegnante di scuola. Dopo aver raggiunto il suo obiettivo, ritorna dalla Morte me questa scopre che la ragazza è incinta. Essendo giunta da lei per prelevare una sola anima, e non due, la Morte la lascia quindi in vita e va via.

## Produzione
Il film è stato scritto, prodotto e diretto dal regista di B-Movie Larry Buchanan e girato in Texas. Il film è fondamentalmente una commedia ma mostra tratti drammatici e caratteristiche tipiche dei film a sfondo erotico, dato il soggetto e la presenza di diverse scene di nudo di Erika, interpretata da Monica Gayle, un'attrice di film erotici e soft porno nota per le sue apparizioni in Switchblade Sisters e The Erotic Adventures of Pinocchio.
Il film, nelle intenzioni del regista e produttore, è un omaggio a Ingmar Bergman.

## Distribuzione
Alcune delle uscite internazionali sono state:
- nel 1970 negli Stati Uniti (Strawberries Need Rain)
- 12 febbraio 1978 ad Hong Kong (Strawberries Need Rain)
- in Italia (Le fragole hanno bisogno di pioggia)
- in Spagna (Veinticuatro horas de amor)